# 理务关镇

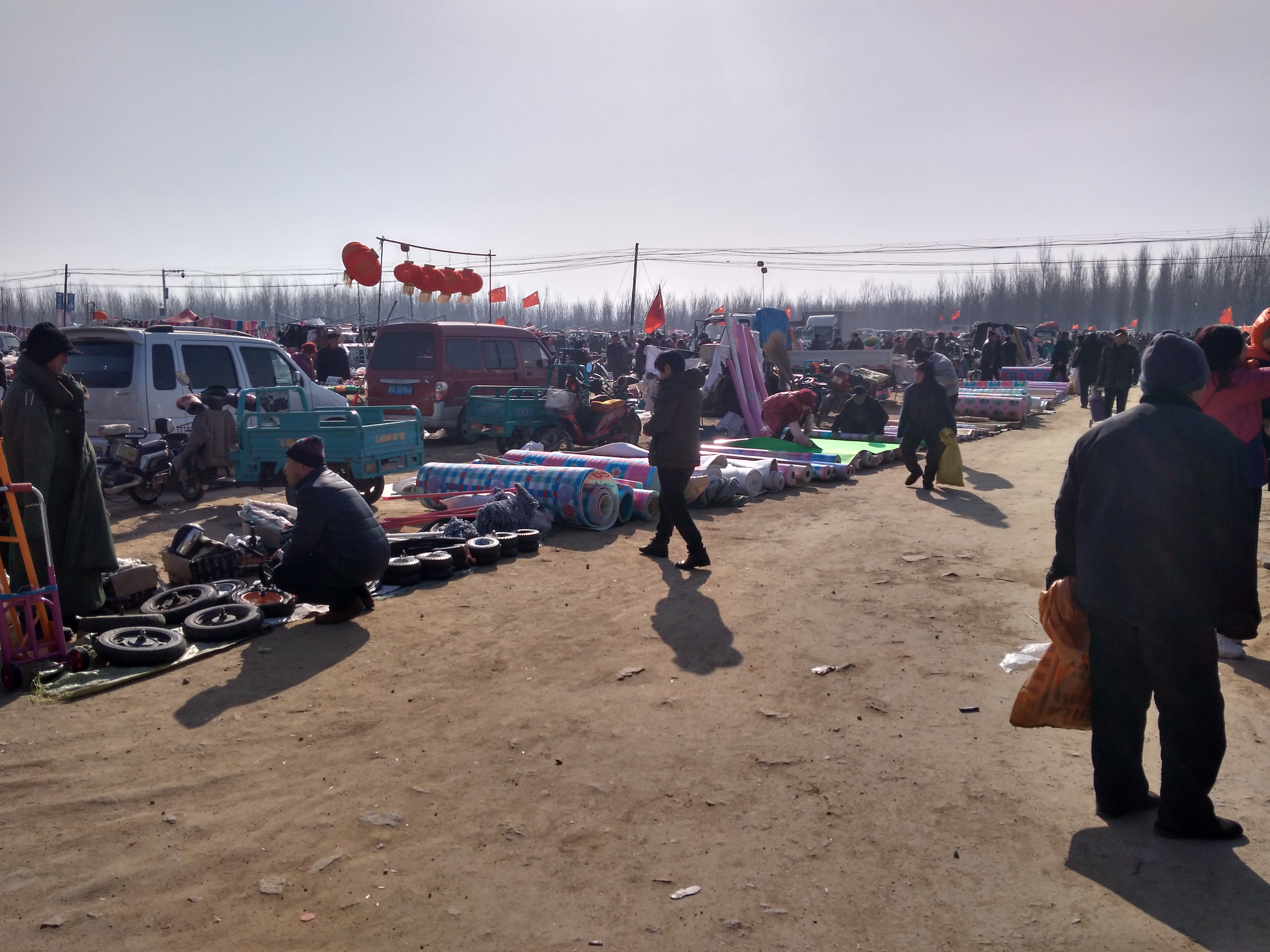
理务关大集

理务关镇是中国山东省青岛市黄岛区原下辖的一个镇。2012年改制为理务关经济区，隶属于大村镇。2013年11月11日，根据《关于撤销理务关经济区管委和黄山经济区管委有关事项的通知》（青黄编发[2013]7号）文件要求撤销。

## 行政区划
理务关镇原下辖前王家庄村、后王家庄村、范家沟村、屯地村、子罗村、潘庄村、卫东村、和平村、向阳村、团结村、新建村、胜利村、红旗村、新小庄村、理务关村、高家庄子村、大亮马村、芙蓉村、小尚庄村、大尚庄村、西十字路村、河西店村、戴家尧村、花根山村、东十字路村、白马社村、戴家庄村、陈家村、曲家皂户村、黄泥崖村、官家茔村、台家官庄村、洼里村。